# Maddie Pokorny
Madalyn (Maddie) Ann Pokorny (født 24. november 1996) er en kvindelig amerikansk fodboldspiller, der spiller angreb for HB Køge i Gjensidige Kvindeligaen.

## Karriere

### HB Køge
I juni 2020, skiftede Pokorny til storsatsende HB Køge, der netop havde sikret sig oprykning til den bedste danske række Elitedivisionen. Hun forlængede sin kontrakt med klubben allerede i augustmåned med to år, gældende til 2022. Siden skiftet har hun været fast starter for klubbens førstehold og været en ren målsluger som HB Køges næstmest scorende spiller i sæson 2020-21. Hun blev desuden kåret som månedens spiller i oktober 2020 i Gjensidige Kvindeligaen sæson 2020-21.
Med klubben vandt hun også det danske mesterskab i 2021, for første gang i klubbens historie. Samtidig kvalificerede holdet sig også til klubbens førte UEFA Women's Champions League, den kommende sæson.

## Meritter
- Elitedivisionen
  - Guld: 2021[5]